# Caroline-Amélie de Hesse-Hombourg
Titre
Princesse consort de Reuss-Greiz
1er octobre 1839 – 8 novembre 1859
(20 ans, 1 mois et 7 jours)
Caroline-Amélie de Hesse-Hombourg (* 19 mars 1819 à Hombourg; † 18 janvier 1872 à Greiz) est une princesse Reuss, et la régente de la principauté de Reuss branche aînée.

## Biographie
Caroline (Nom complet: Caroline-Amélie Elisabeth Auguste Friederike Ludowike Christiane Joséphine Leopoldine George Bernhardine Wilhelmine Woldemare Charlotte) est la fille du comte Gustave de Hesse-Hombourg et de sa femme Louise d'Anhalt-Dessau. Elle épouse le 1er octobre 1839 à Hombourg, le prince Henri XX de Reuss-Greiz.
Caroline exerce après la mort de son mari, de 1859 à 1867, la régence pour son fils Henri XXII Reuss-Greiz. En tant que fille d'un général autrichien, elle est antiprussienne. Lors de la Guerre austro-prussienne, elle se range contre la Prusse. Par la suite, Greiz est occupé par les troupes prussiennes. Elle évite le sort du Royaume de Hanovre grâce à Charles-Alexandre de Saxe-Weimar-Eisenach qui intervient auprès de Guillaume Ier. Caroline doit toutefois, avant la majorité de son fils, quitter la régence.

## Descendants
Ils ont les enfants suivants:
- Hermione (1840-1890) ∞ 1862, le prince Hugo de Schönbourg-Waldenbourg
- Henri XXI (*/† 1844)
- Henri XXII Reuss-Greiz (1846-1902), prince de Reuss, branche aînée
- Henri XXIII (1848-1861)
- Marie (1855-1909) ∞ en 1875, avec le comte Frédéric Ysenburg-Büdingen dans Meerholz

## Sources
- Friedrich Wilhelm Trebge: des Traces dans le Pays. De l'Histoire du apanagierten thüringisch-vogtländischen Adelshauses Reuss-Köstritz. 2., a ajouté Édition. Vogtländischer Altertumsforschender Club Hohenleuben, Hohenleuben 2005.
- Thomas Gehrlein: La Maison De Reuss. Les personnes âgées et les Jeunes en Ligne (= Allemand de la Péninsule. 19). 2., Édition révisée. Borde-Verlag, Werl, 2006,  (ISBN 3-9810315-3-9).